# Comuna Kostel
Kostel (Občina Kostel) este o comună din Slovenia, cu o populație de 629 de locuitori (2002).

## Localități
Ajbelj, Banja Loka, Briga, Brsnik, Colnarji, Delač, Dolenji Potok, Dren, Drežnik, Fara, Gladloka, Gorenja Žaga, Gorenji Potok, Gotenc, Grgelj, Grivac, Hrib pri Fari, Jakšiči, Jesenov Vrt, Kaptol, Kostel, Krkovo nad Faro, Kuželj, Laze pri Kostelu, Lipovec pri Kostelu, Mavrc, Nova Sela, Oskrt, Padovo pri Fari, Petrina, Pirče, Planina, Poden, Podstene pri Kostelu, Potok, Puc, Rajšele, Rake, Sapnik, Selo pri Kostelu, Slavski Laz, Srednji Potok, Srobotnik ob Kolpi, Stelnik, Stružnica, Suhor, Štajer, Tišenpolj, Vas, Vimolj, Vrh pri Fari, Zapuže pri Kostelu